# Dr. 슬럼프 아라레쨩
《Dr. 슬럼프 아라레쨩》(일본어: Dr. スランプ アラレちゃん)은 1980년부터 1984년까지 주간 소년 점프에 연재되었던 토리야마 아키라의 만화 「닥터 슬럼프」를 원작으로 제작된 애니메이션이다. 원작 만화인 닥터 슬럼프가 주간 소년 점프에 첫 연재를 시작한 지 약 1년 3개월 째 되는 날인 1981년 4월 8일에 후지 TV에서 첫 방영을 시작하여 1986년 2월 19일에 종영되었다. 토에이 애니메이션과 후지 TV에서 제작하였으며, 총 243화로 제작되었다.

## 주제가

#### 오프닝
와이와이 월드(ワイワイワールド)
- 노래: 미즈모리 아도
- 사용: 1화~197화, 240화~243화

와이와이 행진곡(わいわい行進曲)
- 노래: 코야마 마미(아라레 성우)
- 사용: 198화~239화

#### 엔딩
아레 아레 아라레쨩(アレアレアラレちゃん)
- 노래: 미즈모리 아도
- 사용: 1화~15화, 25화~61화, 76~112화, 174~197화, 240~243화

아라레쨩 선창(アラレちゃん音頭)
- 노래: 코야마 마미(아라레 성우)
- 사용: 16화~24화, 62화~75화, 113화~127화, 167화~172화, 213화~222화

첫 별을 발견했네(いちばん星み〜つけた)
- 노래: 코야마 마미(아라레 성우)
- 사용: 128~166화, 173화

너에게 일직선로(あなたに真実一路)
- 노래: 호리에 미쓰코
- 사용: 198화~212화, 223화~239화

## 인기

#### 일본 현지
첫 방영이 시작된 지 8개월 8일째 되는 1981년 12월 16일에는 시청률 36.9%를 기록하여, 39.9%로 1위를 기록한《치비 마루코짱》(1990년)과 39.4%로 2위를 기록한 《사자에상》(1979년) 다음으로 일본 역대 애니메이션 시청률 순위 3위를 기록할 정도로 당시 일본 애니메이션계에 큰 붐을 일으켰고, 종영된 이후에도 꾸준히 재방송되었다.

#### 해외
- 스페인, 프랑스, 이탈리아 등 유럽 국가에서 큰 인기를 끌었으며, 대한민국, 중국, 타이 등의 아시아 국가나 미국과 캐나다 등의 북·남미 지역에서도 적잖은 인기를 끌었다.
- 1997년에는 조선중앙TV에서 Dr. 슬럼프 아라레쨩을 방영하였다. 이것에 대해 일본의 마이니치 신문에서는 사회면에 「북한에서도 『응쨔』」라는 표제의 기사를 실었었다.

## 한국어판
대한민국에서는 1992년 대원동화(현 대원미디어)에서 '닥터 슬럼프 씨리즈'라는 이름으로 비디오 시리즈가 발매되었으며, 이후 2008년에는 재능TV, 퀴니에서 '닥터 슬럼프 아리'라는 이름으로 TV판이 방영되었다.